# 成れの果て
『成れの果て』（なれのはて）は、マキタカズオミによる舞台作品。マキタカズオミ主宰の劇団「elePHANTMoon」により、2009年に東京・サンモールスタジオにて上演され、2014年にこまばアゴラ劇場にて再演されている。なお、初演時には2009年度サンモールスタジオの最優秀脚本賞を受賞している。
両公演でのキャッチコピーは「不幸や絶望はもういらない。わたしは幸せがほしい。」。 
この舞台作品を原案とした映画が、宮岡太郎監督、萩原みのり主演で2021年12月3日に公開された。          

## キャスト（舞台）

### 2009年
- 永山智啓、酒巻誉洋、山口オン
- 菊地奈緒、津留崎夏子(世界名作小劇場)、
- 菊池佳南(バナナ学園純情乙女組)、石井舞
- 江ばら大介、保田泰志、藤井宏之

### 2014年
- 永山智啓、江原大介、菊地奈緒(以上、elePHANTMoon)
- 石井舞、亀山浩史(うさぎストライプ)、川村紗也、
- 後藤ユウミ、芝博文、寺井義貴(ブルドッキングヘッドロック)
- 山田佳奈(□字ック)

## スタッフ（舞台）

### 両公演共通
- 脚本･演出 - マキタカズオミ
- 舞台美術 - 福田暢秀(F.A.T STUDIO)
- 照明 - 若林恒美
- 音響 - 星野大輔(サウンドウィーズ)
- チラシイラスト - 駕籠真太郎
- 企画製作 - 製作 - elePHANTMoon

### 2009年
- 舞台監督 - 大澤佑介
- 映像 - マキタカズオミ
- 制作 - 塩田友克
- 協力 - 世界名作小劇場、バナナ学園純情乙女組、フォセット・コンシェルジュ

### 2014年
- 舞台監督 - 西山みのり
- 劇団スタッフ - 山口オン
- 制作 - 会沢ナオト
- 協力 - うさぎストライプ、ブルドッキングヘッドロック、□字ック、青年団、38mmなぐりーず、(株)クリオネ、(有)レトル、ウォーターブル、mono.TONE

## 映画
舞台作品を原作として、2021年12月3日に公開された日本映画。監督は宮岡太郎、主演は萩原みのり。     
8年前の事件によって心に傷を負って上京した主人公の女性が姉から連絡を受け、その事件に関わった男性と姉が婚約したことを知り、いても立ってもいられずに帰郷するが、彼女の過激な言動が周りの人々を巻き込み、それぞれの隠された人間性をあぶり出していく様が描かれる。
キャッチコピーは「姉が婚約したのは、絶対に許せない男だった。」。 

### キャスト（映画）
河合小夜
演 - 萩原みのり
主人公。8年前のある事件によって心に傷を負い、上京した女性。
その事件を起こした布施野が姉と婚約したことを知り、地元へ戻ってくる。
河合あすみ
演 - 柊瑠美
小夜の姉。布施野と婚約したことを小夜に知らせる。
小夜に対する劣等感や嫉妬心を持ち、小夜とうまく話せない。
布施野光輝
演 - 木口健太
あすみの婚約者。8年前にある事件を起こしている。
小夜に対して後悔と償いの気持ちを持っていて葛藤している。
今井絵里
演 - 秋山ゆずき
弓枝と同じ会社で勤務しており、「大福娘」として活動している。
8年前の事件の当事者の布施野たちに取材をして小説を書こうとした。
あすみも巻き込んだ、あまりにも無遠慮な取材に布施野が激怒した。
野本エイゴ
演 - 後藤剛範
小夜の友人。腕のいいメイクアップアーティスト。一緒に河合家に来る。
事件のことは小夜から聞かされており、布施野に対しては反感を持っている。
雅司
演 - 田口智也
家業の電気屋をしている。給湯器の修理を口実に何度もあすみに会いに来る。
あすみに布施野の嘘を知らせて求婚しようとするが、あすみを激怒させる。
弓枝
演 - 梅舟惟永
あすみの友人。河合家に居候している。結婚願望が強い。
家の権利証を持ち出そうとして小夜に咎められる。
今井
演 - 花戸祐介
8年前の事件の事実上の首謀者。布施野を自分の会社に誘っている。
事件に対する反省はなく、逆に利用してやろうとしている。

### スタッフ（映画）
- 監督・企画・編集 - 宮岡太郎
- 脚本 - マキタカズオミ
- プロデューサー -  三浦進
- アソシエイトプロデューサー - 才本規史、田村宗慈、山口慎平、近藤護、小池康晴
- 音楽 - 岡出莉菜
- 撮影 - 山本周平
- 照明 - 鳥内宏二
- 録音 - 大野裕之
- 衣装 - 深野明美
- スタイリスト - 秋田百合美
- ヘアメイク - 大岩乃里子、澤田梨沙
- 音楽 - 岡出莉菜
- 助監督 - 幹戸良太
- 宣伝美術 - 大脇初枝
- 配給 - SDP